# نهر مامبيرامو
نهر مامبيرامو هو نهر كبير في جزيرة غينيا الجديدة، في مقاطعة بابوا الإندونيسية. وهو أكبر نهر في اندونيسيا حسب حجم تفريغ المصب، والأوسع أيضا.
ويتكون مصدر النهر من ملتقى روافده العليا، نهري تاريكو و تاريتاتو. من هناك يتدفق شمالا في وادي كبير من خلال سلسلة جبال فان ريس (Pegunungan Van Rees)، للوصول إلى مستنقعات الأراضي المنخفضة
دلتا نهره الواسع. يصب مامبيرامو في المحيط الهادئ في النقطة الشمالية من بوينت دو أورفيل (Tanjung D'Urville).
الوادي الضخم للنهر هو موطن لشعوب منعزلة مختلفة وتنوع حيوي لا يصدق. في التسعينات، خططت الحكومة الإندونيسية لبناء كبير سد كبير  لتوليد الطاقة الكهرومائية التي من شأنه أن يغمر الكثير من المنطقة. وقد توقفت هذه الخطة بعد الأزمة المالية الإندونيسية في الفترة 1998-1999، ولكن هناك مخاوف من جانب الجماعات البيئية من إمكانية إحيائها في وقت ما في المستقبل. في الوقت الحاضر، لا تزال مامبيرامو ثاني أكبر نهر في العالم لتكون غير مجزأة تماما من قبل السدود في مستجمعات المياه، خلف فقط نهر فلاي القريب نسبيا.
تشير منطقة مامبرامو أيضا إلى العديد من السلاسل الجبلية القريبة، بما في ذلك فان ريس وجبال فوجا (المعروف أيضا باسم فويا)، التي كانت موضوع التقييم البيولوجي السريع الذي أجرته مؤخرا منظمة الحفظ الدولية والمعهد الإندونيسي للعلوم وجامعة سيندراواسيه. اكتشف الفريق العلمي أول أنواع الطيور الجديدة من غينيا الجديدة في 60 عاما، وثروة من النباتات والحيوانات الجديدة الأخرى. ويبدو أن جبال فويا هي مستودع عالمي متميز للتنوع البيولوجي. 

## التاريخ

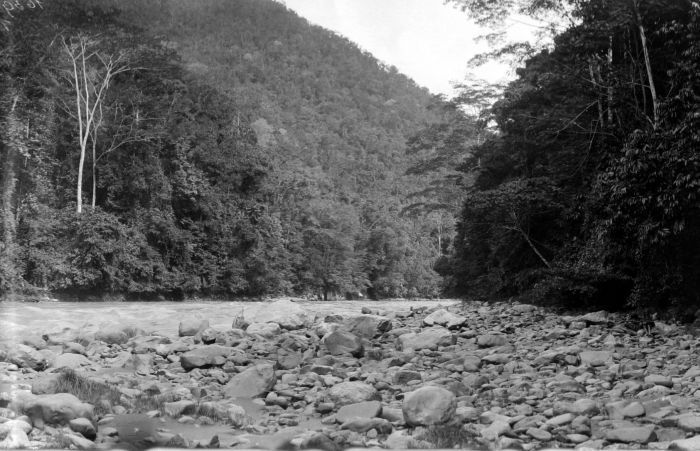
أعالي نهر مامبيرامو صورة خلال حملة وسط-شمال غينيا الجديدة التي قادها لو رو

في 1545، الملاح الإسباني ينيغو أورتيز دي ريتيز أبحر على طول الساحل الشمالي من الجزيرة حتي مصب هذا النهر وكما رسمه مثل سان أغوستين. وفي هذه البقعة، في 20 يونيه 1545، ادعى إقليم التاج الإسباني، وتم منح اسم للجزيرة «غينيا الجديدة» (Nueva Guinea) والتي تعرف به اليوم.
أول أوروبي يدخل مصب من مامبيرامو كان الهولندي الدكتور فان برام موريس في عام 1883. المقيم من شمال جزر الملوك (ترنات) حيث جدف في النهر للتأكد من أنه صالح للملاحة بواسطة الباخرة. في العام التالي في عام 1884 عاد فان برام موريس في الباخرة هافيك وسافر 60 ميل (97 كم) (كما يطير الغراب) على طول مجراه.

## جسر مامبيرامو
كان جسر مامبيرامو ثاني أطول معبر بقي ممتد في إندونيسيا بعد جسر كوتاي كارتانيغارا مع 235 مترا و 270 مترا على التوالي حتى انهار الجسر الأخير في نوفمبر 2011.

## وصلات خارجية
- Souter، Gavin (1963). New Guinea: The Last Unknown. Angus & Robertson. ISBN:0-207-94627-2.